# (Love Is Like a) Heat Wave
"(Love Is Like a) Heat Wave" er en sang fra 1963 skrevet af sangskriver- og producerteamet Holland-Dozier-Holland og sunget af Motown-gruppen Martha and the Vandellas. Sangen blev oprindeligt udsendt på single i juli 1963 på mærket "Gordy", der var et label under Motown Records. Singlen opnåede en fjerdeplads på den amerikanske Billboard Hot 100 blev nr. 1 på Billboards R&B-hitliste. Sangen er siden indspillet af en lang række artister, herunder Linda Ronstadt og Phil Collins, der begge opnåede hits med sangen på singleudgivelser. Selvom sangens titel i dag angives som "(Love Is Like a) Heat Wave", er den oprindelige titel ved udgivelsen af singlen i 1963 blot "Heat Wave".

## Om sangen
"(Love Is Like a) Heat Wave" var en af mange sange skrevet og produceret af sangskriver- og produktionsteamet Holland–Dozier–Holland. Det var det andet hit, som Holland-Dozier-Holland skrev til gruppen, og efterfulgte "Come and Get These Memories". Teksten er en kærlighedshistorie.
Sangen var skrevet og produceret med et gospel backbeat, jazz inspirationer, doo-wop frasering og responsiv vokal, og blev derved en af de første sange, der eksemplificerede den musikstil, der siden skulle blive kendt som "the Motown Sound". Sangen blev massivt hit for Martha and the Vandellas med en fjerdeplads på Billboard Hot 100, og nr. ét på Billboard R&B Singles Chart. Singlen gav også i 1964 gruppen dennes ene nominering til en Grammy Award i kategorien "Best R&B Vocal Performance by a Duo or Group", hvilket gjorde the Vandellas til den første Motowngruppe, der blev nomineret til en Grammy Award.

### Medvirkende
- Vocal: Martha Reeves
- Kor: Rosalind Ashford og Annette Besrd
- Produceret sf Brian Holland og Lamont Dozier
- Skrevet sf Brian Holland, Lamont Dozier og Edward Holland, Jr. (Holland-Dozier-Holland)
- Instrumentret af The Funk Brothers:
  - Richard "Pistol" Allen: trommer
  - James Jamerson: el-bas
  - Joe Hunter: electrisk piano
  - Robert White: guitar
  - Eddie Willis: guitar
  - Thomas "Beans" Bowles: saxofon

## Covers og indflydelse
Den store succes for "(Love Is Like a) Heat Wave" medførte en betydelig popularitet for både Martha and the Vandellas og Holland-Dozier-Holland, ligesom sangen cementerede Motown som en central aktør i den amerikanske musikindustri. Sangen er siden indspillet og fremført af en lang række artister, herunder Lou Christie på dennes album Lightnin' Strikes fra 1966; The Supremes på albummet The Supremes Sing Holland-Dozier-Holland fra 1967; The Jam, på albummet fra 1979 Setting Sons; The Who ved gruppens tidligere koncerter og på gruppens andet album A Quick One; Joan Osbourne i en version indspillet for Funk Brothers-dokumentaren Standing in the Shadows of Motown og Bruce Springsteen. Sangen er også indspillet af Whoopi Goldberg til brug i filmen Sister Act og indgår ligeledes på soundtrackene til filmene Backdraft og More American Graffiti. På det amerikanske talentshow American Idol er sangen fremført fem gange. Sangen er samplet af R&B-sangeren Solange Knowles på singlen "I Decided" fra 2008 og af den britiske band Doves på singlen "Black and White Town" fra 2005. Sangen har opnået fornyet hitstatus ved singleudgivelser af Linda Ronstadt og Phil Collins.
Sangskriveren John Sebastian beskrev på DVD'en "The Lovin' Spoonful with John Sebastian – Do You Believe in Magic" hvorledes han havde brugt sangens tre-akkord intro i en hurtigere udgave i sangen "Do You Believe in Magic", der blev et hit for The Lovin' Spoonful i 1965.

## Linda Ronstadts version
Linda Ronstadt genindspillede "Heat Wave" til albummet albummet Prisoner in Disguise, der blev indspillet og udgivet i 1975. Albummet solgte over en million eksemplarer og indbragte Ronstadt en platinplade. "Heat Wave" blev udsendt på single og nåede nr. fem på Billboard Hot 100.
I et interview i Rolling Stone oplyste Andrew Gold fra Ronstadts band, at bandet havde spillet sangen som ekstranummer ved en optræden på Long Island, hvor bandet var løbet tør for numre. Spillestedets ejer, Michael Epstein, tog i et andet interview æren for at bandet havde spillet sangen, da han havde skrevet sangen ned på en lap papir og spillet sangens akkorder for bandet, inden de gik på scenen igen for at give de sidste ekstranumre. Uanset hvem der havde æren for, at bandet spillede nummeret, så var det en succes, og Linda Ronstadt spillede efterfølgende nummeret ved koncerter og tog det med på den næste plade.
"Heat Wave" blev oprindelig udsendt på en single som B-side til "Love Is a Rose", en komposition skrevet af Neil Young, men radiostationerne foretak at spille B-siden, og det var derfor "Heat Wave", der opnåede en femteplads på hitlisterne i november 1975, hvorimod "Love Is a Rose" blev spillet af country & western-radiostationerne, hvor den opnåede en sjetteplads på Billboards countryhitliste.
Ronstadts version af "Heat Wave" opnåede således en betydelig kommerciel succes, men Rolling Stone Magazine var af den opfattelse, at Ronstadts version var mislykket, da sangen ikke passede til hendes stemme, og da arrangement af sangens tempo var for hurtigt – "tæt på hysterisk" – og belastet af et meningsløst mandligt kor.

### Hitlisteplaceringer
| Hitliste (1975)                 | Højst placeret |
| ------------------------------- | -------------- |
| U.S. Billboard Hot 100          | 5              |
| U.S. Billboard Easy Listening   | 19             |
| Canadian RPM Top Singles        | 12             |
| Canadian RPM Adult Contemporary | 12             |

## Phil Collins' version
Phil Collins genindspillede i 2010 "Heat Wave", der blev udgivet på albummet Going Back, der indeholdt Collins' fortolkninger af andre komponisters sange fra Motown-kataloget. "Heat Wave" blev udsendt som den første single fra albummet og var Collins' første single i fem år. Den 31. juli 2010 offentliggjorde Atlantic Records musikvideoen, der skulle understøtte salget af Collins' version af "Heat Wave". I videoen ses Collins synge sangen med et stort ensemble af musikere og korsangere, der har optrådt med ham i forbindelse med promotion for albummet i sommeren 2010.

### Medvirkende
- Phil Collins: Vokal, trommer, percussion, keyboards
- Bob Babbitt: Bas
- Eddie Willis: Guitar
- Ray Monette: Guitar
- Connie Jackson & Lynne Fiddmont: Backing Vocals
- Phil Todd: Sax Solo
- John Aram : Trombone
- Guy Barker & Tom Rees-Roberts: Trompet
- Graeme Blevin: Tenor Sax

### Hitlisteplaceringer
| Hitliste                                    | Højst placeret |
| ------------------------------------------- | -------------- |
| Østrig (Ö3 Austria Top 40)                  | 52             |
| Tyskland (Official German Charts)           | 30             |
| Holland (Single Top 100)                    | 82             |
| Belgien (Ultratip Flanderen)                | 16             |
| Belgien (Ultratop 50 Vallonien)             | 39             |
| Japan Hot 100 (Billboard)                   | 37             |
| US Billboard Adult Contemporary (Billboard) | 28             |